# استن مارکوم
استن مارکوم ( ۷ فوریه ۱۹۳۶ - ۲ مارس ۱۹۹۲) بازیکن فوتبال استرالیایی بود، که در باشگاه ریچموند بازی می‌کرد.